# Alpheus rapax
Alpheus rapax är en kräftdjursart som beskrevs av J. C. Fabricius 1798. Alpheus rapax ingår i släktet Alpheus och familjen Alpheidae. Inga underarter finns listade i Catalogue of Life.